# UnidosUS
| Fundada           | 1968           |
| Sede              | Washington D.C |
| Precidente/ CEO   | Janet Murguía  |
| Sitio Web Oficial |                |

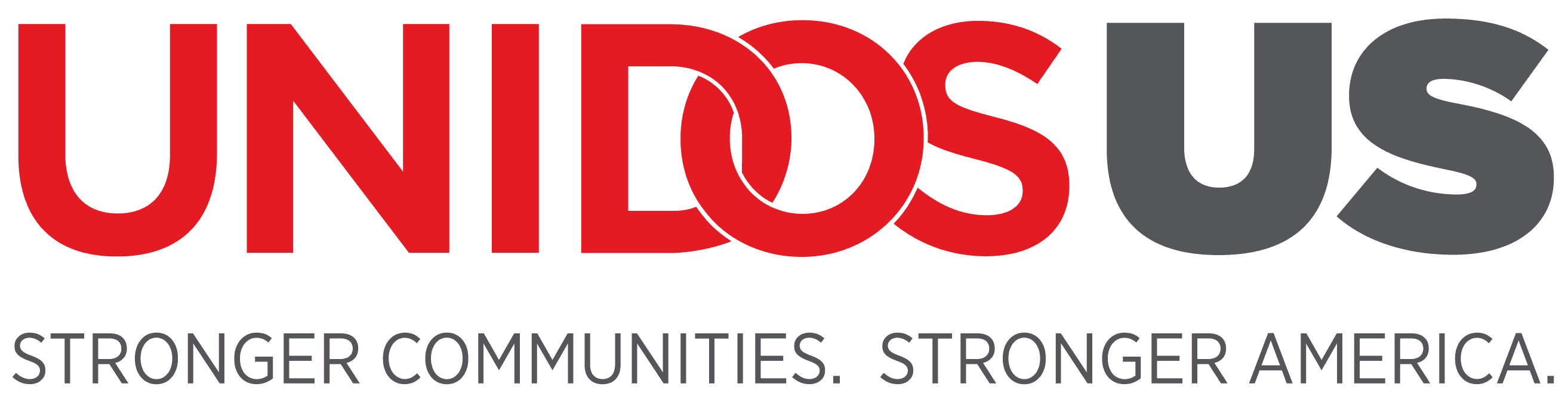

UnidosUS, anteriormente llamada Consejo Nacional de La Raza (National Council of La Raza, NCLR), es una organización estadounidense fundada en 1968. Trabaja con casi 300 organizaciones de base en 37 estados, Washington D. C. y Puerto Rico para fortalecer a la comunidad latina en todo Estados Unidos.
UnidosUS tiene oficinas regionales en Los Ángeles, Phoenix, San Antonio, Miami, Chicago y Nueva York, además de su sede central en  Washington D. C..
Su actual presidente y CEO es Janet Murguía.

## Objetivos y actividades
Se trata de una organización no partidista. Sirve a la comunidad latina con investigaciones, análisis políticos y con programas de trabajo con comunidades de todo Estados Unidos. También trabajan con los afiliados de Estados Unidos en áreas de participación cívica, derechos civiles e inmigración, educación, fuerza laboral y economía, salud y vivienda.
Trabaja para proteger los derechos civiles, el aumento de las oportunidades económicas, el acceso equitativo a una educación de calidad, por una atención médica para todos, por políticas de inmigración no discriminatorias, para dar voz a la juventud latina y para asegurar que todos puedan emitir su voto con confianza.
La organización celebra una conferencia anual. En 2016, Elizabeth Warren y Steve St. Angelo hablaron en la conferencia. En 2019, Janet Murguía habló en la conferencia.

## Historia
En 1963, un grupo de mexicanos estadounidenses en Washington D. C. formó la Organización Nacional de Servicios Mexicanos Americanos (National Organization for Mexican American Services, NOMAS). La organización existía principalmente para proporcionar asistencia técnica a grupos hispanos y reunirlos bajo un mismo paraguas. NOMAS presentó una propuesta a la Fundación Ford para establecer una organización que pudiera proporcionar asistencia técnica y estructura organizativa a la comunidad mexicana-estadounidense. La Fundación Ford contrató a Herman Gallegos, Julián Samora y Ernesto Galarza para viajar por el suroeste y hacer una recomendación sobre cómo la Fundación Ford podría ayudar a los mexicanos estadounidenses.
Gallegos, Samora y Galarza fundaron el Consejo del Suroeste de La Raza (Southwest Council of La Raza, SWCLR) en Phoenix, Arizona, en 1968. El SWCLR recibió apoyo financiero de la Fundación Ford, del Consejo Nacional de Iglesias y de Trabajadores del Automóvil Unidos (United Auto Workers), y la organización recibió el estatus de organización sin ánimo de lucro ese año.
En 1973, el SWCLR se convirtió en una organización nacional, cambió su nombre al Consejo Nacional de La Raza (National Council of La Raza, NCLR) y trasladó su sede a Washington D. C.. Los desacuerdos tempranos entre los líderes de la organización hicieron que la Fundación Ford amenazara con retener fondos, lo que resultó en la renuncia del presidente Henry Santiestevan y la elección de Raúl Yzaguirre.
A comienzos de 1975, el NCLR empezó a expandir su atención a asuntos de latinos que no eran mexicanos. Esta política se hizo oficial en 1979. Para 1980, el NCLR era financiado casi en su totalidad por el gobierno federal. Cuando la Administración de Reagan redujo los fondos federales disponibles, el NCLR redujo la escala de sus operaciones.
El 1 de enero de 2005, Janet Murguía reemplazó a Raúl Yzaguirre como presidente y CEO.
En 2017 cambió su nombre a UnidosUS.

## Financiación
Antes del año 2000, tres cuartos de los fondos de la organización provenían de fuentes privadas, incluidos individuos y corporaciones, y un cuarto de sus fondos provenían del gobierno federal. A partir de 2015, la organización informó que recibió el 85% de su financiamiento de personas, corporaciones y fundaciones, y el 15% de su financiamiento del gobierno. En 2018, el 7% de su financiación provino del gobierno federal.